# Opactwo Cystersów w Byszewie

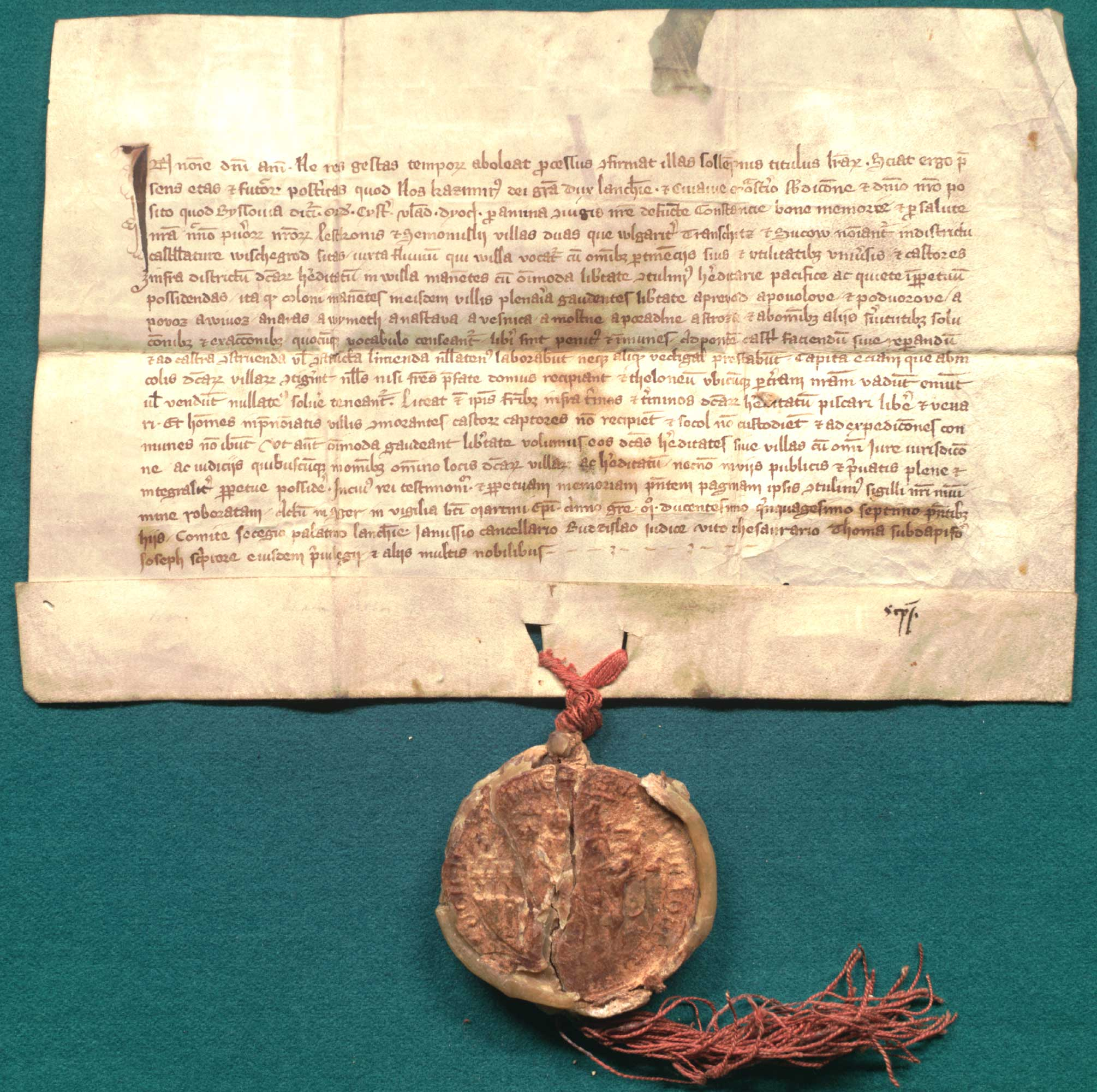
Kazimierz, książę łęczycki i kujawski nadaje klasztorowi cystersów w Byszewie dla zbawienia duszy zmarłej żony swej Konstancji, swego własnego oraz synów Leszka i Ziemomysła, wsie Trzęsacz i Żuków w kasztelanii wyszogrodzkiej z obszernymi swobodami, 1257

Opactwo Cystersów w Byszewie – dawne opactwo cystersów w Byszewie w województwie kujawsko-pomorskim, w powiecie bydgoskim. Opactwo funkcjonowało zaledwie kilkadziesiąt lat, później zostało translokowane do Koronowa. Dobra byszewskie pozostały własnością cystersów do kasaty klasztoru w 1819. Obecnie pozostałością opactwa jest kościół św. Trójcy, będący jednocześnie znanym Sanktuarium Matki Boskiej Byszewskiej – Królowej Krajny.

## Historia
Początki opactwa cystersów w Byszewie sięgają roku 1250, kiedy to otrzymali oni od Mikołaja Zbrożka, skarbnika księcia kujawskiego Kazimierza tę miejscowość oraz osiem innych jako uposażenie dla nowego klasztoru. Sprawa utworzenia klasztoru w Byszewie była przedmiotem obrad kapituły generalnej cystersów w 1253. Ze względu na niespokojną sytuację polityczną w tej okolicy, pierwsi zakonnicy przybyli do Byszewa w 1256. Decyzją kapituły klasztorem macierzystym dla Byszewa było opactwo sulejowskie. Pierwszymi zakonnikami w Byszewie byli cystersi francuscy z podwłocławskiego Szpetala, później przybyli tu mnisi niemieccy. W 1283 roku cystersi uzyskali od księcia kujawskiego Ziemomysła przywilej lokacji miasta na prawie magdeburskim. Ze względu na zburzenie przez Krzyżaków w tym samym roku klasztoru do lokacji tej nie doszło, a cystersi w 1286 przenieśli klasztor do wsi Smeysche (miejsce to zwane było przez cystersów Koroną Matki Boskiej, stąd później wykształciła się współczesna nazwa Koronowo).
Po przeniesieniu cystersów klasztor byszewski stał się własnością parafii obsługiwanej przez księży diecezjalnych, chociaż niewykluczone, że cystersi nadal sprawowali nad nią opiekę. W 1460 Byszewo wraz z parafią wcielono do dóbr cysterskich, a cystersi powrócili do pełnej obsługi parafii. Stan ten utrzymał się aż do sekularyzacji klasztoru w 1819 roku. Mimo krótkiego funkcjonowania głównej siedziby cystersów w Byszewie, do końca funkcjonowania opactwa byli oni zamiennie nazywani koronowskimi lub byszewskimi.

## Obiekt pocysterski współcześnie
Na początku przy opactwie wzniesiono drewniany kościół lub kaplicę. Pozostałością z tamtego okresu jest granitowa romańska chrzcielnica. Kościół został zniszczony wraz z opactwem w 1283. Na jego miejscu na przełomie XV i XVI wieku wzniesiono pierwszy  kościół murowany, który funkcjonował do początku wieku XVII, kiedy to uległ zniszczeniu w wyniku pożarów. W 1610 z inicjatywy opata koronowskiego Jana Karola Czołchańskiego ufundowano nowy kościół, wybudowany w stylu manierystycznym, konsekrowany w 1663. Prezbiterium oraz korpus nawowy przetrwał do czasów współczesnych, natomiast pozostałe elementy przebudowano w II połowie XVIII wieku. Dobudowano wtedy dwie kaplice boczne oraz kruchtę, a szczyt wieży nakryto hełmem. W tym stanie świątynia funkcjonuje do czasów współczesnych.
Świątynia wewnątrz zamknięta jest sklepieniami krzyżowo-żebrowymi, żaglastymi i kolebkowo-krzyżowymi. Wnętrze jest jednolite stylistycznie, z XVIII-wiecznym rokokowym wystrojem, pokryte lekkimi białymi polichromiami ze złoconymi ażurowymi ornamentami wykonanymi przez Leona Drapiewskiego w 1920 roku.
Ołtarz główny świątyni, drewniany, polichromowany na biało, ze złoconymi ornamentami mieści w swej środkowej części największy skarb świątyni – obraz Matki Boskiej z Dzieciątkiem, zwanej Królową Krainy. Obraz pochodzi z I połowy XVII wieku. Na jego rewersie znajduje się XV-wieczne przedstawienie męczeństwa św. Bartłomieja. Bogato zdobiona rokokowa rama obrazu podtrzymywana jest przez aniołki. Obraz ten, będący celem pielgrzymek wielu pątników, koronowany był w 1966 przez biskupa Kazimierza Kowalskiego XVII-wiecznymi koronami.